# Lista de shows da Pedreira Paulo Leminski
Shows como o do tenor José Carreras, realizado nas comemorações dos 300 anos da cidade de Curitiba (em 1993), ou espetáculos da FIFA Fan Fest, realizadas durante a Copa do Mundo de 2014, demostram a importância da pedreira para com a cidade. Segue, abaixo relacionado, lista com algumas apresentações de artistas/bandas, além de festivais realizados na pedreira, para ilustrar a influência direta do local com o setor cultural de Curitiba:

## Shows
| Bandas/artistas                                                                    | Data/ano                        | Ref.   |
| ---------------------------------------------------------------------------------- | ------------------------------- | ------ |
| Milton Nascimento                                                                  | 1992                            | [ 3 ]  |
| José Carreras                                                                      | 4 de abril de 1993              | [ 4 ]  |
| Paul McCartney                                                                     | 5 de dezembro de 1993           | [ 4 ]  |
| INXS e Soul Asylum                                                                 | 12 de março de 1994             | [ 5 ]  |
| Ramones e Sepultura                                                                | 12 de novembro de 1994          | [ 4 ]  |
| Bon Jovi                                                                           | 29 de outubro de 1995           | [ 4 ]  |
| AC/DC                                                                              | 11 de outubro de 1996           | [ 4 ]  |
| Daniela Mercury                                                                    | 14 de dezembro de 1996          | [ 6 ]  |
| Barão Vermelho, Kid Abelha e Os Paralamas do Sucesso (Skol Rock)                   | 25 de setembro de 1997          | [ 7 ]  |
| David Bowie, Erasure, No Doubt e Rita Lee (Close up Planet)                        | 31 de outubro de 1997           | [ 8 ]  |
| Caetano Veloso e Marisa Monte                                                      | 3 de dezembro de 1998           | [ 9 ]  |
| Iron Maiden, Helloween, Raimundos e Pavilhão 9 (Skol Rock)                         | 6 de dezembro de 1998           | [ 10 ] |
| Cidade Negra, Os Paralamas do Sucesso e Ivete Sangalo                              | 27 de maio de 1999              | [ 11 ] |
| Capital Inicial                                                                    | 25 de agosto de 2001            | [ 12 ] |
| Curitiba Pop Festival                                                              | 7 e 8 de maio de 2004           | [ 13 ] |
| Jota Quest e Sandy & Júnior (Carrefour Music Fest)                                 | 30 de abril de 2005             | [ 14 ] |
| Avril Lavigne                                                                      | 23 de setembro de 2005          | [ 15 ] |
| Xuxa                                                                               | 22 de outubro de 2005           | [ 16 ] |
| Ivete Sangalo                                                                      | 11 de novembro de 2005          | [ 17 ] |
| Pearl Jam                                                                          | 30 de novembro de 2005          | [ 4 ]  |
| Festival Eletro Acústico Brasil                                                    | 16, 17 e 18 de dezembro de 2005 | [ 18 ] |
| DJ Shadow, Nação Zumbi, Beastie Boys, Yeah Yeah Yeahs e Patti Smith (TIM Festival) | 31 de outubro de 2006           | [ 19 ] |
| Black Eyed Peas                                                                    | 10 de novembro de 2006          | [ 4 ]  |
| Maskavo, Armandinho, O Rappa e Chimarruts (Curitiba Festival)                      | 2 de dezembro de 2006           | [ 20 ] |
| Evanescence                                                                        | 19 de abril de 2007             | [ 21 ] |
| Ivete Sangalo                                                                      | 1 de julho de 2007              | [ 22 ] |
| The Killers, Arctic Monkeys, Bjork e Hot Chip (TIM Festival)                       | 31 de outubro de 2007           | [ 23 ] |
| Iron Maiden                                                                        | 4 de março de 2008              | [ 4 ]  |
| Inimigos da HP                                                                     | 2 de agosto de 2008             | [ 24 ] |
| Roberto Carlos                                                                     | 29 de março de 2014             | [ 25 ] |
| O Rappa, Criolo, Planta & Raiz, Raimundos e Motorocker (Estação Pedreira)          | 26 de abril de 2014             | [ 26 ] |
| Jota Quest                                                                         | julho de 2014                   | [ 2 ]  |
| Erasmo Carlos                                                                      | julho de 2014                   | [ 2 ]  |
| Raça Negra                                                                         | julho de 2014                   | [ 2 ]  |
| Dudu Nobre                                                                         | julho de 2014                   | [ 2 ]  |
| Kiss                                                                               | 21 de abril de 2015             | [ 27 ] |
| Ozzy Osbourne, Judas Priest e Motorhead                                            | 28 de abril de 2015             | [ 28 ] |
| Katy Perry                                                                         | 29 de setembro de 2015          | [ 29 ] |
| Los Hermanos                                                                       | 16 de outubro de 2015           | [ 30 ] |
| David Gilmour                                                                      | 14 de dezembro de 2015          | [ 31 ] |
| Estação Pedreira                                                                   | 28 de maio de 2016              | [ 32 ] |
| Angra                                                                              | 27 de agosto de 2016            | [ 33 ] |
| Guns N' Roses                                                                      | 17 de novembro de 2016          | [ 34 ] |
| Black Sabbath                                                                      | 30 de novembro de 2016          | [ 35 ] |
| Elton John e James Taylor                                                          | 31 de março de 2017             | [ 36 ] |
| Coolritiba Festival 2017                                                           | 13 de maio de 2017              | [ 37 ] |
| Ed Sheeran                                                                         | 23 de maio de 2017              | [ 38 ] |
| John Mayer                                                                         | 22 de outubro de 2017           | [ 39 ] |
| Green Day                                                                          | 5 de novembro de 2017           | [ 40 ] |
| Deep Purple, Cheap Trick e Tesla (Solid Rock Festival)                             | 12 de dezembro de 2017          | [ 41 ] |
| Foo Fighters e Queens of the Stone Age                                             | 2 de março de 2018              | [ 42 ] |
| Coolritiba Festival 2018                                                           | 5 de maio de 2018               | [ 43 ] |
| Ozzy Osbourne                                                                      | 16 de maio de 2018              | [ 44 ] |
| Tribalistas                                                                        | 25 de agosto de 2018            | [ 45 ] |
| Camila Cabello, Anavitória, Cat Dealers, Vitor Kley e Zeeba (Z Festival)           | 16 de outubro de 2018           | [ 46 ] |
| Noel Gallagher's High Flying Birds e Foster the People (Summer Break Festival)     | 7 de novembro de 2018           | [ 47 ] |
| Judas Priest, Alice in Chains e Black Star Riders (Solid Rock Festival)            | 8 de novembro de 2018           | [ 48 ] |
| Prime Rock Brasil 2018                                                             | 8 de dezembro de 2018           | [ 49 ] |
| Coolritiba Festival 2019                                                           | 10 e 11 de maio de 2019         | [ 50 ] |
| Sandy & Junior                                                                     | 31 de agosto de 2019            | [ 51 ] |
| Scorpions, Whitesnake e Europe (Festival Rock ao Vivo)                             | 18 de setembro de 2019          | [ 52 ] |
| Bon Jovi                                                                           | 27 de setembro de 2019          | [ 53 ] |
| Festival Rock'n'Road                                                               | 12 de outubro de 2019           | [ 54 ] |
| Hillsong United                                                                    | 8 de novembro de 2019           | [ 55 ] |
| Prime Rock Brasil 2019                                                             | 7 de dezembro de 2019           | [ 56 ] |
| Kiss                                                                               | 28 de abril de 2022             | [ 57 ] |
| Gorillaz                                                                           | 18 de maio de 2022              | [ 58 ] |
| Coolritiba Festival 2022                                                           | 21 de maio de 2022              | [ 59 ] |
| Iron Maiden                                                                        | 27 de agosto de 2022            | [ 60 ] |
| Guns N' Roses                                                                      | 21 de setembro de 2022          | [ 61 ] |
| Ludmilla                                                                           | 9 de outubro de 2022            | [ 62 ] |
| Arctic Monkeys                                                                     | 8 de novembro de 2022           | [ 63 ] |
| Prime Rock Brasil 2022                                                             | 26 de novembro de 2022          | [ 64 ] |
| Harry Styles                                                                       | 10 de dezembro de 2022          | [ 65 ] |
| Backstreet Boys                                                                    | 25 de janeiro de 2023           | [ 66 ] |
| Imagine Dragons                                                                    | 2 de março de 2023              | [ 67 ] |
| Coolritiba Festival 2023                                                           | 20 de maio de 2023              | [ 68 ] |
| Titãs                                                                              | 10 de junho de 2023             | [ 69 ] |
| Post Malone                                                                        | 1 de setembro de 2023           | [ 70 ] |
| Prime Rock Brasil 2023                                                             | 9 de dezembro de 2023           | [ 71 ] |
| Jão                                                                                | 24 de fevereiro de 2024         | [ 72 ] |
| Coolritiba 2024                                                                    | 18 de maio de 2024              | [ 73 ] |
| Caetano Veloso e Maria Bethânia                                                    | 21 de setembro de 2024          | [ 74 ] |
| Natiruts                                                                           | 2 de novembro de 2024           | [ 75 ] |
| Prime Rock Brasil 2024                                                             | 7 de dezembro de 2024           | [ 76 ] |
| Twenty One Pilots                                                                  | 22 de janeiro de 2025           | [ 77 ] |
| Sting                                                                              | 18 de fevereiro de 2025         | [ 78 ] |
| The Offspring                                                                      | 9 de março de 2025              | [ 79 ] |
| Alanis Morissette                                                                  | 30 de março de 2025             | [ 80 ] |